# Збірна Малайї з футболу
Збірна Малайї з футболу (малай. Pasukan bola sepak kebangsaan Malaya) — представляла Малайську Федерацію під час її існування в 1948—1963 роках. Сучасна збірна Малайзії з футболу розпочала виступи з Кубка Мердека 1963 року, вважається її прямою наступницею.

## Виступи
Збірна Малайї з футболу ніколи не брала участі в чемпіонатах світу з футболу та Олімпійських іграх. Двічі збірна Малайї брала участь у відбіркових турнірах до Кубка Азії, проте обидва рази не подолала кваліфікаційний етап. Двічі збірна Малайї брала участь у футбольному турнірі Азійських ігор, і в 1962 році здобула на них бронзові медалі. Двічі збірна Малайї брала участь в Іграх Південно-Східної Азії, й на перших іграх, які тоді мали назву Ігри півострова Південно-Східної Азії, здобули бронзові медалі, а на других іграх святкували перемогу.

## Кращі бомбардири
| 1 | Абдул Гані Мінхат | 58 | 1956–1962 |
| 2 | Роберт Чоу        | 20 | 1958–1962 |
| 3 | Артур Кох         | 14 | 1958–1962 |
| 4 | Стенлі Габріель   | 11 | 1959–1964 |
| 5 | Рахім Омар        | 11 | 1957–1962 |

## Тренери
- Г. Пол (1956)
- Нео Бун Хін (1957)
- Чу Сенг Кві (1958)
- Харун Ідріс (1961—1962)